# Субаш (река, впадает в Сиваш)

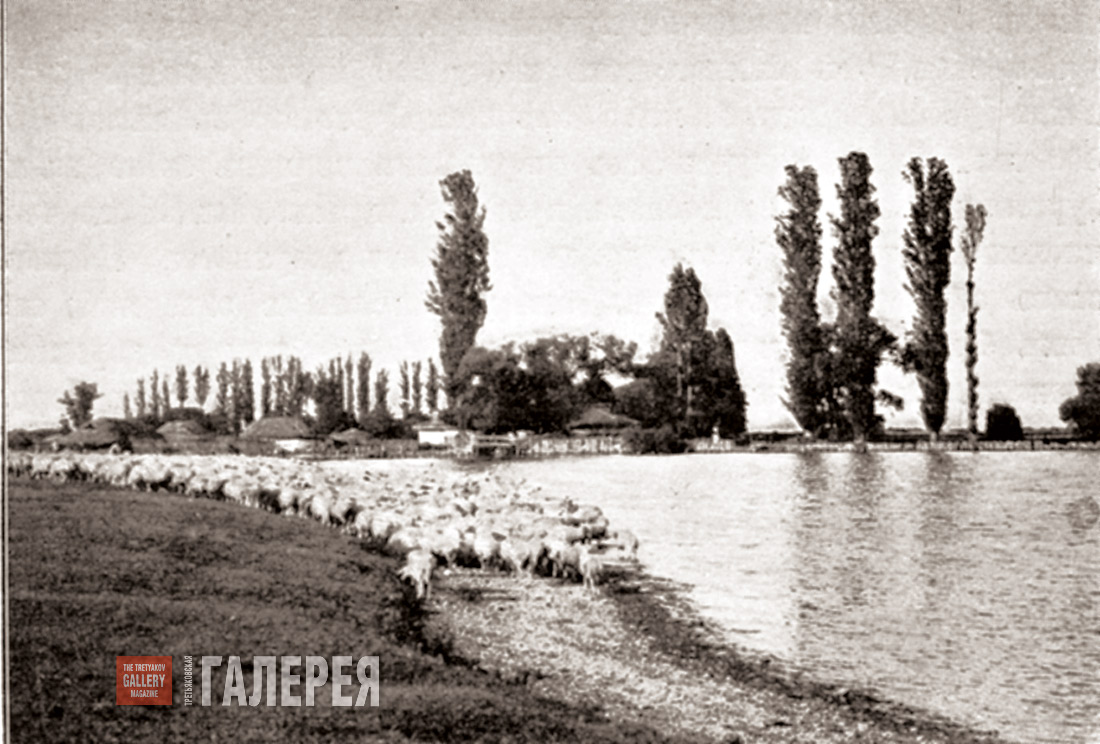
Субашское озеро в имении И. К. Айвазовского Шах-Мамай. 1900-е.

Субаш (также Су-Баш; укр. Субаш, крымскотат. Suv Baş, Сув Баш) — река в Кировском районе Крыма, длиной 36 км с площадью бассейна 276 км².
Истоком реки являются Субашские источники на южной окраине села Приветное (ранее — отдельное село Золотой Ключ), на высоте 147 м над уровнем моря. У реки, согласно справочнику «Поверхностные водные объекты Крыма», 1 безымянный приток, длиной менее 5 километров и два более значительных правых притока: Токсан-Су (в справочнике «Поверхностные водные объекты Крыма» — без названия) длиной 7,5 км, площадь водосборного бассейна 25 км², имеет 1 приток длиной менее 5 километров, впадающий в районе упразднённого села Ленинское (ранее Бахчи-Эли) и Кхоур-Джилга — у южной окраины села Синицыно. Субаш протекает через пгт Кировское, но в райцентре она упрятана в трубы. В нижнем течении, на протяжении 16,7 км, река превращена в главный коллектор, прололженный по руслу реки, (ГК-25 с дренажной сетью площадью 6206 гектаров) Северо-Крымского канала, впадает в мелководный заболоченный залив Сиваша примерно в 1 км северо-восточнее села Красновка. Водоохранная зона реки установлена в 100 м. На верстовой карте 1896 года река подписана, как овраг Терчек.